# العلاقات الأوزبكستانية النيكاراغوية
العلاقات الأوزبكستانية النيكاراغوية هي العلاقات الثنائية التي تجمع بين أوزبكستان ونيكاراغوا.

## مقارنة بين البلدين
هذه مقارنة عامة ومرجعية للدولتين:
| وجه المقارنة                                              | أوزبكستان       | نيكاراغوا        |
| --------------------------------------------------------- | --------------- | ---------------- |
| المساحة (كم2)                                             | 448.98 ألف      | 130.38 ألف       |
| عدد السكان (نسمة)                                         | 32.39 مليون     | 6.22 مليون       |
| الكثافة السكانية (ن./كم²)                                 | 72.14           | 47.71            |
| العاصمة                                                   | طشقند           | ماناغوا          |
| اللغة الرسمية                                             | اللغة الأوزبكية | اللغة الإسبانية  |
| العملة                                                    | سوم أوزبكستاني  | كوردبا نيكاراغوا |
| الناتج المحلي الإجمالي (بليون دولار)                      | 48.72 مليار     | 13.81 مليار      |
| الناتج المحلي الإجمالي (تعادل القوة الشرائية) بليون دولار | 190.50 مليار    | 31.63 مليار      |
| الناتج المحلي الإجمالي الاسمي للفرد دولار أمريكي          | 2.13 ألف        | 2.09 ألف         |
| الناتج المحلي الإجمالي للفرد دولار أمريكي                 | 5.57 ألف        | 4.92 ألف         |
| مؤشر التنمية البشرية                                      | 0.675           | 0.631            |
| رمز المكالمات الدولي                                      | +998            | +505             |
| رمز الإنترنت                                              | .uz             | .ni              |
| المنطقة الزمنية                                           | ت ع م+05:00     | 00               |

## منظمات دولية مشتركة
يشترك البلدان في عضوية مجموعة من المنظمات الدولية، منها:
| علم المنظمة | اسم المنظمة                               | تاريخ انضمام أوزبكستان | تاريخ انضمام نيكاراغوا |
| ----------- | ----------------------------------------- | ---------------------- | ---------------------- |
|             | مؤسسة التنمية الدولية                     | 24 سبتمبر 1992         | 30 ديسمبر 1960         |
|             | يونسكو                                    | 26 أكتوبر 1993         | 22 فبراير 1952         |
|             | وكالة ضمان الاستثمار متعدد الأطراف        | 4 نوفمبر 1993          | 12 يونيو 1992          |
|             | الأمم المتحدة                             | 2 مارس 1992            | 24 أكتوبر 1945         |
|             | الاتحاد البريدي العالمي                   | ?                      | ?                      |
|             | البنك الدولي للإنشاء والتعمير             | 21 سبتمبر 1992         | 14 مارس 1946           |
|             | الاتحاد الدولي للاتصالات                  | 10 يوليو 1992          | 12 مايو 1926           |
|             | منظمة حظر الأسلحة الكيميائية              | ?                      | ?                      |
|             | مؤسسة التمويل الدولية                     | 30 سبتمبر 1993         | 20 يوليو 1956          |
|             | المركز الدولي لتسوية المنازعات الاستشارية | 25 أغسطس 1995          | 19 أبريل 1995          |
|             | منظمة الشرطة الجنائية الدولية             | ?                      | ?                      |

## وصلات خارجية
- موقع وزارة الخارجية الأوزبكستانية
- موقع وزارة الخارجية النيكاراغوية